# Eugenio Weinbaum
Eugenio Weinbaum (Mar del Plata, Buenos Aires, 17 de agosto de 1961) es un surfista y conductor de televisión argentino. Es hermano mayor del también surfista y conductor Sebastián "Culini" Weinbaum. Es principalmente reconocido por ser el creador y conductor junto a su hermano Sebastián "Culini" Weinbaum del programa de televisión MDQ Para todo el Mundo.

## Biografía
Eugenio Weinbaum nació el 17 de agosto de 1961 en Mar del Plata, como el tercero de siete hermanos del matrimonio entre Herminia Zacberg y Milo Weinbaum, un inmigrante polaco. Su carrera como conductor televisivo inicia en 1989 con «MDQ Surf». En el año 1991 obtiene el Campeonato Argentino de Surf. Por tres años condujo el programa en solitario y, en 1992, se suma su hermano menor, Sebastián "Culini" Weinbaum. En el año 1993 logran obtener el premio Martín Fierro al Mejor programa deportivo. En 1994 el programa deportivo es rebautizado como «MDQ para todo el mundo», arribando a finales de 1999 a la televisión "grande" de la ciudad de Buenos Aires, y para todo el país, a través de Azul TV (hoy El Nueve) y, en 2001, cambian de pantalla optando por El Trece. En 2003 incursionan en la ficción, trabajando como actores en la miniserie «No es lo que parece», de Pol-ka Producciones.
Posteriormente a MDQ para todo el mundo, Eugenio continúa en la televisión coconduciendo junto a su hermano Sebastián un nuevo programa, llamado «Hombre al agua», ciclo que se emitiría entre los años 2009 y 2011.
Entre los variados viajes realizados para el programa «MDQ para todo el mundo» tanto Eugenio como su hermano Sebastián "Culini" surfearon la gran "pororoca" en el río Amazonas en la temporada de 2009.
El 10 de enero de 2016, MDQ regresa al aire por El Trece. Esa misma temporada volvió a emitirse en 2020.
El 29 de julio de 2022, el programa regresa al canal. En esta oportunidad regresan sin su madre Herminia, fallecida a los 89 años de edad el 9 de septiembre de 2021.

## Televisión
- 1989-1993: MDQ Surf (CCTV Canal 9)
- 1994-1998: MDQ (CCTV Canal 9)
- 1997-1998: MDQ (Canal 10 Mar del Plata)[1]
- 1998-1999: MDQ (CableVisión Sports)[2]
- 1999-2000: MDQ (Azul TV)
- 2001, 2003, 2005, 2009, 2016, 2022: MDQ para todo el mundo (Eltrece)
- 2003: No es lo que parece (Eltrece)
- 2009: Hombre al agua (Eltrece)
- 2011: Hombre al agua bajo cero (Eltrece)

## Teatro
- 2024-presente: Dos piratas y un tesoro